# Max Hauke
Max Hauke (* 29. August 1992 in Rottenmann) ist ein ehemaliger österreichischer Skilangläufer.

## Werdegang
Hauke nahm bis 2012 an Juniorenrennen teil. Dabei belegte er in der Saison 2011/12 den vierten Rang in der U20 Gesamtwertung des Alpen Cups. Bei den österreichischen Skilanglaufmeisterschaften 2011 gewann er Silber mit der Staffel und Bronze über 30 km. Von 2012 bis 2014 trat er vorwiegend am Alpencup an. Bei den nordischen Skiweltmeisterschaften 2011 in Oslo erreichte er den 14. Platz im Teamsprint und den 55. Rang im Sprint. Sein erstes Weltcuprennen lief er im März 2012 in Lahti, welches er auf dem 69. Platz im Sprint beendete. Bei den österreichischen Skilanglaufmeisterschaften 2012 gewann er Bronze mit der Staffel. Seine beste Platzierung bei den nordischen Skiweltmeisterschaften 2013 im Val di Fiemme war der 45. Platz über 15 km Freistil. Im selben Jahr holte er bei den österreichischen Meisterschaften dreimal Gold. Seine besten Resultate bei den Olympischen Winterspielen 2014 in Sotschi waren der 46. Platz im Sprint und der 16. Rang im Teamsprint.
In der Saison 2014/15 belegte Hauke den 89. Platz bei der Nordic Opening in Lillehammer und den 44. Rang bei der Tour de Ski 2015. Bei den nordischen Skiweltmeisterschaften 2015 in Falun kam er auf den 42. Platz im Skiathlon und auf den 38. Rang über 15 km Freistil. Die Tour de Ski 2016/17 beendete er auf dem 38. Platz. Bei den nordischen Skiweltmeisterschaften 2017 in Lahti errang er den 35. Platz im 50-km-Massenstartrennen und den 31. Platz im Skiathlon. Seine besten Platzierungen bei den Olympischen Winterspielen 2018 in der südkoreanischen Stadt Pyeongchang waren der 27. Platz im Skiathlon und der 13. Rang mit der Staffel. Bei österreichischen Meisterschaften holte er bisher zwölf Medaillen, darunter sechsmal Gold.(Stand: Saisonende 2017/18)

### Dopingsperre 2019
Bei den Nordischen Skiweltmeisterschaften 2019 belegte Hauke gemeinsam mit seinem Teamkollegen Dominik Baldauf am 24. Februar im Teamsprint klassisch in Seefeld in Tirol den sechsten Rang. Im Zuge einer vom Bundeskriminalamt gemeinsam mit der Schwerpunktstaatsanwaltschaft für Dopingdelikte München dort durchgeführten Dopingrazzia („Operation Aderlass“) wurde der damals 26-Jährige am Morgen des 27. Februar gemeinsam mit seinem Teamkollegen Baldauf und drei weiteren Skilangläufern festgenommen. Bei der Verhaftung hatte Hauke gerade eine Nadel für Blutdoping im Arm. Nach einem Geständnis wurde er wieder freigelassen und vom Internationalen Skiverband (FIS) vorläufig gesperrt.
Im Juli 2019 wurde Hauke von der österreichischen Anti-Doping Rechtskommission (ÖADR) für vier Jahre bis zum 28. Februar 2023 gesperrt.

## Siege bei Continental-Cup-Rennen
| Nr. | Datum            | Ort     | Disziplin                  | Serie    |
| --- | ---------------- | ------- | -------------------------- | -------- |
| 1.  | 10. Februar 2019 | Planica | 20 km Freistil Massenstart | Alpencup |

## Weltcup-Statistik
Die Tabelle zeigt die erreichten Platzierungen im Einzelnen.
- 1.–3. Platz: Anzahl der Podiumsplatzierungen
- Top 10: Anzahl der Platzierungen unter den ersten zehn
- Punkteränge: Anzahl der Platzierungen innerhalb der Punkteränge
- Starts: Anzahl gelaufener Rennen in der jeweiligen Disziplin
- Hinweis: Bei den Distanzrennen erfolgt die Einordnung gemäß FIS.

| Platzierung         | Distanzrennen a | Distanzrennen a | Distanzrennen a | Distanzrennen a | Distanzrennen a | Skiathlon Verfolgung | Sprint | Etappen- rennen b | Gesamt | Team   | Team    |
| Platzierung         | ≤ 5 km          | ≤ 10 km         | ≤ 15 km         | ≤ 30 km         | > 30 km         | Skiathlon Verfolgung | Sprint | Etappen- rennen b | Gesamt | Sprint | Staffel |
| ------------------- | --------------- | --------------- | --------------- | --------------- | --------------- | -------------------- | ------ | ----------------- | ------ | ------ | ------- |
| 1. Platz            |                 |                 |                 |                 |                 |                      |        |                   |        |        |         |
| 2. Platz            |                 |                 |                 |                 |                 |                      |        |                   |        |        |         |
| 3. Platz            |                 |                 |                 |                 |                 |                      |        |                   |        |        |         |
| Top 10              |                 |                 |                 |                 |                 |                      |        |                   |        |        |         |
| Punkteränge         |                 |                 |                 |                 |                 |                      |        |                   |        | 2      |         |
| Starts              | 1               | 4               | 22              | 4               | 1               | 10                   | 13     | 4                 | 59     | 2      |         |
| Stand: Karriereende |                 |                 |                 |                 |                 |                      |        |                   |        |        |         |